# Catabucentes abdominalis
Catabucentes abdominalis là một loài ruồi trong họ Tachinidae.